# Faiditus amplifrons
Faiditus amplifrons là một loài nhện trong họ Theridiidae.
Loài này thuộc chi Faiditus. Faiditus amplifrons được Octavius Pickard-Cambridge miêu tả năm 1880.